# (3S,4R)-3,4-dihidroksicikloheksa-1,5-dien-1,4-dikarboksilat dehidrogenaza
-3,4-dihidroksicikloheksa-1,5-dien-1,4-dikarboksilat dehidrogenaza (EC 1.3.1.53, (1R,2S)-dihidroksi-3,5-cikloheksadien-1,4-dikarboksilatna dehidrogenaza, tereftalat 1,2-cis-dihidrodiolna dehidrogenaza, cis-4,5-dihidroksicikloheksa-1(6),2-dien-1,4-dikarboksilat:+ oksidoreduktaza (dekarboksilacija)) je enzim sa sistematskim imenom (3S,4R)-3,4-dihidroksicikloheksa-1,5-dien-1,4-dikarboksilat:+ oksidoreduktaza. Ovaj enzim katalizuje sledeću hemijsku reakciju
()-3,4-dihidroksicikloheksa-1,5-dien-1,4-dikarboksilat + NAD+ {\displaystyle \rightleftharpoons } 3,4-dihidroksibenzoat + CO2 + NADH
Ovaj enzim učestvuje u degradaciji tereftalata kod bakterija.

## Literatura
- Nicholas C. Price; Lewis Stevens (1999). Fundamentals of Enzymology: The Cell and Molecular Biology of Catalytic Proteins (Third изд.). USA: Oxford University Press. ISBN 019850229X.
- Eric J. Toone (2006). Advances in Enzymology and Related Areas of Molecular Biology, Protein Evolution (Volume 75 изд.). Wiley-Interscience. ISBN 0471205036.
- Branden C; Tooze J. Introduction to Protein Structure. New York, NY: Garland Publishing. ISBN 0-8153-2305-0.
- Irwin H. Segel. Enzyme Kinetics: Behavior and Analysis of Rapid Equilibrium and Steady-State Enzyme Systems (Book 44 изд.). Wiley Classics Library. ISBN 0471303097.

## Spoljašnje veze
- (3S,4R)-3,4-dihydroxycyclohexa-1,5-diene-1,4-dicarboxylate+dehydrogenase на 